# Josef Strauss
Josef "Pepi" Strauss, född 20 augusti 1827 i Mariahilf i Wien, död 22 juli 1870 i Wien, var en österrikisk kompositör. Han var son till Johann Strauss d.ä. och Anna Streim (1801–1870), yngre bror till Johann Strauss d.y. och äldre bror till Eduard Strauss.
Medan namnet Strauss i uppslagsverk oftast skrivs med "ß" (Strauß), skrev Josef Strauss själv alltid sitt namn med "ss".

## Biografi
Fadern ville att Josef skulle välja en karriär inom det militära. Josef Strauss studerade musik för Franz Dolleschal och lärde sig spela violin för Franz Anton Ries. 1841 gick han ut Schottengymnasiet och började därpå studera vid Polytechnikum (idag Technische Universität Wien) där han läste ritteknik och arkitektur. Efter studierna började han arbeta som byggnadsritare och ingenjör för staden Wien. Han designade bland annat en hästdriven gatsopningsmaskin och gav ut två textböcker om matematik. Strauss var även talangfull som artist, målare, poet, dramatiker, sångare, kompositör och uppfinnare. Hans musikintresse var inte lika passionerat, som hos den äldre brodern Johann Strauss den yngre, men han spelade piano och sjöng gärna. Till husbehov komponerade han också sånger, som återspeglade hans ångestfyllda och dystra sinnelag, såsom "Der Totengräber" (Dödgrävaren).
När brodern Johann nyåret 1853 kollapsade av utmattning frågade mamma Anna om Josef kunde tänka sig att avlasta sin äldre broder. Men det hade Josef inte så stora möjligheter att göra. Dels hade han sitt arbete som tekniker, men framför allt var han inte utbildad för att leda en orkester. Men den 23 juli samma år debuterade Josef som dirigent av Capelle Strauss vid en konsert i Café Sperl och den 28 augusti överraskade han sin publik i "Ungers Casino" med en egen valskomposition, "Die Ersten und die Letzen" (op. 1). Josef var aldrig bekväm med att ersätta brodern som orkesterledare; han tyckte inte om att vara ersättare till sin bror utan tyckte att han var jämbördig med honom. Johann hade själv observerat att Josef var utomordentligt musikalisk. Han hade uppmuntrat och lockat Josef upp på dirigentpulten.
1857 gifte sig Josef Strauss med Caroline Pruckmayer och de fick en dotter, Karolina Anna, född 1858.

### Dödsfall
Sedan barndomen led Josef Strauss av en hjärnskada, som yttrade sig i huvudvärk, yrsel, ångest och svimningsanfall. I början av 1870 reste han till Warszawa på en konsertturné för att slippa konkurrera med sina bröder, som  hade försökt avråda honom från det våghalsiga uppdraget. Under en konsert den 1 juni inträffade en incident som skulle få katastrofala följder. Josef Strauss hade sagt till några musiker att inte spela under några svåra passager. Men under konserten spelade de ändå, sannolikt på grund av språkliga missförstånd. Orkestern kom i oordning och han blev så upprörd att han svimmade och föll från podiet. Medvetslös och blödande bars han ut från konsertsalen inför publikens ögon. Han hade skadat huvudet i fallet från podiet. Strax därefter kunde man i Wiens tidningar läsa att Strauss blivit överfallen av ryska officerare och nedhuggen eftersom han inte spelat den musik som de bett om att få höra. Den 17 juli transporterades han, fortfarande medvetslös, hem till Wien där han avled halv två på eftermiddagen den 22 juli. Som dödsorsak angav läkarna blodpropp. Men Strauss vacklande hälsa och märkliga svimningsanfall i samband med sinnesrörelse gjorde att hans anhöriga misstänkte en hjärntumör, som möjligen plågat honom ända sedan barndomen. Läkarna ville göra en obduktion för att närmare undersöka dödsorsaken, men hans änka motsatte sig detta. Han begravdes den 25 juli på Sankt Marxer Friedhof men kremerades senare och fick slutligen sin gravplats på Zentralfriedhof Wien.
Josef Strauss blev aldrig så populär som orkesterledare som bröderna, men som kompositör tillförde han nya, intressanta element till den tidigare etablerade Straussmusiken. Johann Strauss hade vid åtskilliga uttalanden både före och efter broderns död sagt att Josef Strauss var den mest begåvade av bröderna.

## Verk
| - op. 1: Die Ersten und Letzten, Walzer (1853) - op. 2: Vergißmeinnicht (1855) - op. 3: Sturm-Quadrille - op. 4: Mille fleurs-Polka (1855) - op. 5: Flinserln (1856) - op. 6: Tarantel-Polka (1855) - op. 7: Vielliebchen, Polka Mazur (1855) - op. 8: Bacchanten-Quadrille (1855) - op. 9: Punsch-Polka (1855) - op. 10: Bauern-Polka Mazur (1856) - op. 11: Rendez-vous-Quadrille (1856) - op. 12: Die Ersten nach den Letzten, Walzer (1854) - op. 13: Wiener Polka (1856) - op. 14: Avantgarde-Marsch (1856) - op. 15: Titi-Polka (1856) - op. 16: Die Vorgeiger (1856) - op. 17: Maiblümchen, Polka Mazurka (1856) - op. 18: Wiegenlieder (1856) - op. 19: Lustlager-Polka (1856) - op. 20: Schottischer Tanz (1856) - op. 21: Policinello-Quadrille (1856) - op. 22: Sehnsucht, Polka Mazur (1856) - op. 23: Joujou-Polka (1856) - op. 24: Armee-Marsch - op. 25: Kadi-Quadrille (1856) - op. 26: Die guten, alten Zeiten (1856) - op. 27: Jucker-Polka - op. 28: Sylphide, Polka, Polka française - op. 29: Die Veteranen (1857) - op. 30: Ball-Silhouetten (1857) - op. 31: Herzbleamerl (1857) - op. 32: Dioscuren-Quadrille (1857) - op. 33: Masken-Polka (1857) - op. 34: Mai-Rosen, Walzer (1857) - op. 35: Une pensée, Polka Mazur (1857) - op. 36: Liechtenstein-Marsch (1857) - op. 37: Csikós-Quadrille (1857) - op. 38: Gedenke mein, Polka (1857) - op. 39: Perlen der Liebe, Walzer (1857) - op. 40: La simplicité Polka française (1857) - op. 41: Wallonen-Marsch (1857) - op. 42: La Chevaleresque, Polka Mazurka (1857) - op. 43: Steeple-chase, Polka (1857) - op. 44: Fünf Kleeblad’ln (1857) - op. 45: Parade-Quadrille - op. 46: Musen-Quadrille - op. 47: Frauenblätter (1858) - op. 48: Harlekin-Polka (1858) - op. 49: Die Amazone, Polka Mazur (1858) - op. 50: Nymphen-Polka (1858) - op. 51: Zeitbilder (1858) - op. 52: Matrosen-Polka - op. 53: Defilier-Marsch - op. 54: Flora, Polka Mazurka - op. 55: Bon-Bon-Polka - op. 56: Liebesgrüße (1858) - op. 57: Moulinet-Polka (1858) - op. 58: Bivouac-Quadrille (1858) - op. 59: Oesterreichischer Kronprinzen-Marsch (1858) - op. 60: Laxenburger Polka (1858) - op. 61: Wiener Kinder (1858) - op. 62: Flattergeister (1859) - op. 63: Wald-Röslein, Polka Mazur - op. 64: Lanciers-Quadrille (1859) - op. 65: Caprice-Quadrille (1859) - op. 66: Wintermärchen, Walzer (1859) - op. 67: Minerva, Polka Mazur (1859) - op. 68: Soll und Haben, Walzer (1859) - op. 69: Saus und Braus, Polka (1859) - op. 70: Die Kokette, Polka française (1859) - op. 71: Schwert und Leyer (1859) - op. 72: Amanda, Polka Mazur (1859) - op. 73: Sympathie, Polka Mazur (1859) - op. 74: Elfen, Polka schnell (1859) - op. 75: Sturm-Polka (1859) - op. 76: Adamira-Polka (1859) - op. 77: Die Naive, Polka française (1859) - op. 78: Gurli-Polka (1859) - op. 79: Waldbleameln, Ländler (1859) - op. 80: Stegreif-Quadrille - op. 81: Cupido, Polka française - op. 82: Euterpe, Polka Mazurka - op. 83: Figaro, Polka française - op. 84: Cyclopen, Polka schnell - op. 85: Die Zufälligen (1860) - op. 86: Erzherzog Karl-Marsch (1860) - op. 87: Helden-Gedichte (1860) - op. 88: Immergrün, Polka Mazurka (1860) - op. 89: Mignon Polka française (1860) - op. 90: Gruss an München, Polka française (1860) - op. 91: Lustschwärmer, Walzer (1860) - op. 92: Turner-Quadrille (1860) - op. 93: Tag und Nacht, Polka (1860) - op. 94: Bellona, Polka Mazur (1860) - op. 95: Diana, Polka française (1860) | - op. 96: Sternschnuppen, Walzer (1860) - op. 97: Débardeurs-Quadrille - op. 98: Schabernack-Polka schnell - op. 99: Zephir-Polka française - op. 100: Die Kosende, Polka Mazur - op. 101: Flammen (1861) - op. 102: Maskengeheimnisse (1861) - op. 103: Fortunio-Magellone-Daphnis-Quadrille - op. 104: Aus dem Wienerwald, Polka Mazur - op. 105: Phönix-Marsch - op. 106: Blitz-Polka schnell (1861) - op. 107: Dornbacher Rendez-vous-Polka (1861) - op. 108: Wiener Bonmots (1861) - op. 109: Die Soubrette, Poka schnell (1861) - op. 110: Die Schwebende, Polka Mazurka (1861) - op. 111: Die Sonderlinge (1861) - op. 112: Faust-Quadrille - op. 113: Irenen-Polka - op. 114: Die Zeisserln (1861) - op. 115: Folichon-Quadrille - op. 116: Hesperus-Ball-Tänze (1862) - op. 117: Lachtaube, Polka Mazur - op. 118: Amazonen-Quadrille - op. 119: Amaranth, Polka française - op. 120: Die Tanz-Interpellanten (1862) - op. 121: Winterlust, Polka Schnell (1862) - op. 122: Lieb' und Wein, Polka Mazur (1862) - op. 123: Angelica-Polka française (1862) - op. 124: Glückskinder (1862) - op. 125: Seraphinen-Polka française (1862) - op. 126: Neue Welt-Bürger (1862) - op. 127: Vorwärts! Polka schnell - op. 128: Freuden-Grüsse (1862) - op. 129: Brennende Liebe, Polka Mazur (1862) - op. 130: Touristen-Quadrille - op. 131: Musenklänge (1863) - op. 132: Günstige Prognosen (1863) - op. 133: Auf Ferienreise, Polka schnell (1863) - op. 134: Patti-Polka française (1863) - op. 135: Künstler-Caprice, Polka française (1863) - op. 136: Sturmlauf, Turner-schnellpolka (1863) - op. 137: Sofien-Quadrille nach beliebten Motiven (1863) - op. 138: Victor-Marsch (1863) - op. 139: Normen, Walzer (1863) - op. 140: Souvenir-Polka française (1863) - op. 141: Streichmagnete (1863) - op. 142: Fest-Marsch (1863) - op. 143: Associationen (1863) - op. 144: Die Schwätzerin, Polka Mazur (1863) - op. 145: Cabriole-Polka schnell (1863) - op. 146: Deutscher Unions-Marsch (1863) - op. 147: Amouretten-Polka française (1863) - op. 148: Edelweiß, Polka Mazur (1863) - op. 149: Deutsche Sympathien (1863) - op. 150: Wiener Couplets (1863) - op. 151: Fantasiebilder (1864) - op. 152: Rudolfsheimer Polka schnell - op. 153: Petitionen (1864) - op. 154: Lebensgeister, Polka française - op. 155: Die Gazelle, Polka Mazur (1864) - op. 156: Die Clienten (1864) - op. 157: Herold-Quadrille (1864) - op. 158: Die Industriellen (1864) - op. 159: Gablenz-Marsch (1864) - op. 160: Abendstern-Polka française (1864) - op. 161: Pêle-mêle-Polka schnell (1864) - op. 162: Die Zeitgenossen (1864) - op. 163: Die Idylle, Polka Mazur (1864) - op. 164: Dorfschwalben aus Österreich, Walzer (1864) - op. 165: Fashion, Polka française (1864) - op. 166: Frauenherz, Polka Mazur (1864) - op. 167: Arabella-Polka (1864) - op. 168: Les Géorgiennes, Quadrille (1864) - op. 169: Tournier-Quadrille (1864) - op. 170: Sport-Polka (1864) - op. 171: Einzugs-Marsch - op. 172: Herztöne (1865) - op. 173: Dynamiden, Walzer (1865) - op. 174: Actionen, Walzer (1865) - op. 175: Colosseum-Quadrille (1865) - op. 176: Combinationen (1865) - op. 177: Frisch auf! Polka Mazur - op. 178: Gedenkblätter (1865) - op. 179: Schlaraffen-Polka française - op. 180: Causerie-Polka française - op. 181: Springinsfeld, Polka schnell - op. 182: Mailust, Polka française - op. 183: Stiefmütterchen, Polka Mazurka - op. 184: Transactionen, Walzer (1865) - op. 185: Verliebte Augen, Polka française (1865) - op. 186: Prinz Eugen-Marsch - op. 187: Flick-Flock Quadrille | - op. 188: Bouquet, Polka schnell - op. 189: Heilmethoden (1866) - op. 190: Paulien, Polka-Mazur - op. 191: Deutsche Grüsse, Walzer (1866) - op. 192: Die Spinnerin, Polka française (1866) - op. 193: For Ever, Polka schnell (1866) - op. 194: Expensnoten (1866) - op. 195: Thalia, Polka-Mazur (1866) - op. 196: Les Bergers, Schäfer-Quadrille nach Motiven der Operette: Die Schäfer von Jacques Offenbach (1866) - op. 197: Helenen-Walzer (1866) - op. 198: Vereins-Lieder (1866) - op. 199: Benedek-Marsch (1866) - op. 200: Carriere-Polka schnell (1866) - op. 201: Wilde Rose, Polka Mazur (1866) - op. 202: Die Marketenderin, Polka française (1866) - op. 203: Schwalbenpost, Polka schnell (1866) - op. 204: Die Libelle, Polka Mazur (1866) - op. 205: Genien-Polka française (1866) - op. 206: Blaubart-Quadrille (1866) - op. 207: Friedenspalmen, Walzer (1866) - op. 208: Etiquette, Polka francaise - op. 209: Pariser Quadrille - op. 210: Schwarzenberg Monument-Marsch - op. 211: Farewell, Polka schnell - op. 212: Delirien, Walzer (1867) - op. 213: Theater-Quadrille (1867) - op. 214: Marien-Klänge (1867) - op. 215: Arm in Arm, Polka Mazur (1867) - op. 216: Jocus-Polka (schnell) (1867) - op. 217: Gnomen-Polka française (1867) - op. 218: Wiener Leben, Polka française (1867) - op. 219: Allerlei. Polka schnell (1867) - op. 220: Hesperus-Ländler (1867) - op. 221: Die Windsbraut, Polka schnell (1867) - op. 222: Studententräume (1867) - op. 223: Quadrille über beliebte Motive der komischen Oper: Die Großherzogin von Geroldstein von Jacques Offenbach - op. 224: Crispino-Quadrille (1867) - op. 225: Ungarischer Krönungsmarsch (1867) - op. 226: Krönungslieder (1867) - op. 227: Die Tänzerin, Polka française - op. 228: Victoria, Polka française - op. 229: Nachtschatten, Polka Mazur - op. 230: Im Fluge, Polka schnell - op. 231: In der Heimat! Polka Mazur (1868) - op. 232: Herbstrosen, Walzer (1868) - op. 233: Lock-Polka française (1868) - op. 234: Tanzadressen an die Preisgekrönten (1868) - op. 235: Sphärenklänge, Walzer (1868) - op. 236: Dithyrambe, Polka Mazur (1868) - op. 237: Gallopin, Polka schnell (1868) - op. 238: Tanz-Regulator, Polka française (1868) - op. 239: Wiener Stimmen (1868) - op. 240: Eingesendet, Polka schnell (1868) - op. 241: Extempore, Polka française - op. 242: Hochzeitsklänge (1868) - op. 243: Disputationen (1868) - op. 244: Margherita-Polka (1868) - op. 245: Plappermäulchen, Polka schnell (1868) - op. 246: Genofeva-Quadrille (1868) - op. 247: Eile mit Weile, Polka schnell (1868) - op. 248: Die Sirene, Polka Mazurka (1868) - op. 249: Wiener Fresken (1868) - op. 250: Schützen-Marsch (1868) - op. 251: Die Galante, Polka Mazurka (1868) - op. 252: Buchstaben-Polka française (1868) - op. 253: Freigeister-Polka schnell (1868) - op. 254: Ernst und Humor (1868) - op. 255: Huldigungslieder (1869) - op. 256: Perichole-Quadrille (1869) - op. 257: Concordia, Polka française (1869) - op. 258: Aquarellen, Walzer (1869) - op. 259: Vélocipéde, Polka schnell (1869) - op. 260: Consortien (1869) - op. 261: Eislauf, Polka schnell (1869) - op. 262: Neckerei, Polka Mazur (1869) - op. 263: Mein Lebenslauf ist Lieb und Lust, Walzer (1869) - op. 264: Frohsinn, Polka française (1869) - op. 265: Toto-Quadrille (1869) - op. 266: Die tanzende Muse, Polka Mazur (1869) - op. 267: Die Nasswalderin, Polka Mazurka (1869) - op. 268: Andrassy-Marsch (1869) - op. 269: Feuerfest!, Polka française (1869) - op. 270: Aus der Ferne, Polka Mazur (1869) - op. 271: Ohne Sorgen (1869) - op. 272: Frohes Leben (1869) - op. 273: En passant, Polka française - op. 274: Künstler-Gruß, Polka française - op. 275: Nilfluthen, Walzer (1870) - op. 276: Kakadu-Quadrille (1870) - op. 277: Frauenwürde (1870) - op. 278: Jockey-Polka (1870) - op. 279: Hesperusbahnen, Walzer (1870) - op. 280: Tanz-Prioritäten (1870) - op. 281: Heiterer Muth, Polka française (1870) - op. 282: Die Emancipirte, Polka Mazur (1870) - op. 283: Rudolfs-Klänge, Walzer (1870) |